# Chiropteromyza
Chiropteromyza är ett släkte av tvåvingar. Chiropteromyza ingår i familjen Chiropteromyzidae.
Släktet innehåller bara arten Chiropteromyza wegelii.